# Quinn Sullivan (soccer)
Quinn Sullivan, né le 27 mars 2004 à Philadelphie, en Pennsylvanie aux États-Unis, est un joueur américain de soccer qui joue au poste de milieu offensif au Union de Philadelphie en MLS.

## Biographie

### En club
Né à Philadelphie, en Pennsylvanie aux États-Unis, Quinn Sullivan est formé au Union de Philadelphie. En novembre 2020, Quinn Sullivan signe son premier contrat professionnel avec le Union de Philadelphie, tout comme son coéquipier Brandan Craig. Le 1er janvier 2021, Sullivan est inclus dans la liste des joueurs de l'équipe première, et le numéro 33 lui est attribué.
Sullivan joue son premier match avec l'équipe première de Philadelphie le 8 avril 2021, à l'occasion d'une rencontre de Ligue des champions de la CONCACAF face au Deportivo Saprissa. Il entre en jeu à la place de Kacper Przybyłko et son équipe s'impose par un but à zéro. Il inscrit son premier but avec l'équipe première le 27 juin 2021, lors d'une rencontre de MLS face au Fire de Chicago. Il est titularisé et les deux équipes se neutralisent (3-3 score final).

### En sélection
Quinn Sullivan est sélectionné avec l'équipe des États-Unis des moins de 20 ans pour participer au championnat de la CONCACAF des moins de 20 ans en 2022. Lors de cette compétition il joue sept matchs dont cinq comme titulaire, et marque six buts. Il se fait notamment remarquer contre Cuba le 23 juin 2022, lors du troisième match de groupe, en réalisant un triplé, donnant ainsi la victoire aux siens (3-0 score final). Il participe à la finale de cette compétition remportée par six buts à zéro face à la République dominicaine. Les États-Unis remportent ainsi un troisième titre consécutif dans cette compétition. Il est nommé dans l'équipe-type du tournoi,.

## Palmarès
États-Unis -20 ans
- Championnat de la CONCACAF des moins de 20 ans
  - Vainqueur : 2022